# شبکه انتقال نوری
شبکه انتقال نوری
شبکهٔ انتقال نوری یا  (OTN) شبکه‌ای مخابراتی متشکل از المان‌های شبکه‌ای (Network elements) است که با استفاده از فیبر نوری به یکدیگر متصل شده باشند و کلیهٔ اعمال شبکه بر روی داده‌های درون محمل‌های نوری اعمال شوند.

## استاندارد
ITU-T در توصیه‌نامه G.709 که آخرین ویرایش آن در دسامبر 2009 بود نرخ بیت‌های OTN را طبق جدول زیر استاندارد کرد:
| سیگنال | نرخ بیت تقریبی (Gb/s) | کاربرد                                                               |
| ------ | --------------------- | -------------------------------------------------------------------- |
| OTU1   | 2.66                  | جهت انتقال سیگنال‌های STM-16 و یا OC-48                               |
| OTU2   | 10.70                 | جهت انتقال سیگنال‌های STM-64 و یا OC-192 و یا شبکه‌های WAN با سرعت 10G |
| OTU2e  | 11.09                 | جهت انتقال یک LAN با سرعت 10Gbps                                     |
| OTU2f  | 11.32                 | جهت انتقال یک کانال فیبری 10G                                        |
| OTU3   | 43.01                 | جهت انتقال سیگنال‌های STM-256 و یا OC-768 و یا اترنت با سرعت 40Gbps   |
| OTU3e2 | 44.58                 | جهت انتقال تا 4 سیگنال OTU2e                                         |
| OTU4   | 112                   | جهت انتقال سیگنال اترنت با سرعت 100Gbps                              |